# Emil Kiszka
Emil Kiszka (* 5. Dezember 1926 in Knurow; † 9. Februar 2007 in Hürth, Deutschland) war ein polnischer Sprinter und Weitspringer.
Über 100 Meter wurde er bei den Europameisterschaften 1950 in Brüssel Vierter und gewann bei den Weltfestspielen der Jugend und Studenten 1951 Bronze.
1952 schied er bei den Olympischen Spielen in Helsinki über 100 Meter im Vorlauf aus und erreichte in der 4-mal-100-Meter-Staffel das Halbfinale.
Bei den Europameisterschaften 1954 in Bern kam er in der 4-mal-100-Meter-Staffel nicht über die erste Runde hinaus.
Dreimal wurde er Polnischer Meister über 100 Meter (1950–1952) und einmal im Weitsprung (1948). In der Halle holte er viermal den Titel über 60 bzw. 80 Meter (1948, 1951, 1954, 1955) und einmal im Weitsprung (1951).

## Persönliche Bestleistungen
- 100 m: 10,5 m, 13. August 1950, Krakau
- Weitsprung: 7,32 m, 1. September 1950, Warschau